# Barthold Kuijken
Barthold Kuijken est un flûtiste belge né le 8 mars 1949, spécialiste de la musique baroque sur instruments anciens.
Il est le frère du violoniste et chef d'orchestre Sigiswald Kuijken et du gambiste et violoncelliste Wieland Kuijken.

## Biographie
Barthold Kuijken étudie la flûte moderne au conservatoire de Bruges et aux conservatoires royaux de Bruxelles et de La Haye. Pour jouer de la musique ancienne, il se tourne d'abord vers la flûte à bec.
Ses recherches sur les instruments authentiques, une collaboration fréquente avec des facteurs de flûte, et une étude poussée des sources des 17e et 18e siècles l'amènent à se spécialiser dans la pratique des instruments d'époque.
Pendant de nombreuses années, il a joué avec les orchestres baroques Collegium Aureum et La Petite Bande. Il se produit en musique de chambre dans le monde entier, étendant son répertoire au début du XIXe siècle. Il a enregistré de nombreux disques.
Il a participé aussi aux concerts de l'ensemble belge Musiques Nouvelles.
Il enseigne la flûte baroque aux conservatoires royaux de Bruxelles et La Haye. Depuis 1986, il se consacre plus à la direction d'orchestre.
En 2007 il a obtenu un doctorat en musique à la Vrije Universiteit Brussel sur le thème « The Notation is not the Music - Reflections on more than 40 years' intensive practice of Early Music. »
En 2014, il enregistre en tant que chef d'orchestre The French Revolution.

## Écrits
- (en) The Notation is not the Music : Reflections on Early Music Practice and Performance, Bloomington, Indiana University Press, coll. « Publication of the Early Music Institute », 2013, XII-124 p. (ISBN 978-0-253-01060-5, OCLC 910003115)

## Discographie sélective
- François Devienne, Quatre quatuors concertant, Barthold Kuijken, flûte, Ryo Terakado, violon, Sara Kuijken, alto, Wieland Kuijken, violoncelle. 1 CD Traversières 2003
- The French Revolution, Jean-Baptiste Lully, Suite de Roland, Georg Muffat, Fascilicus 1 "Nobilis Juventus", Marin Marais, Suite de Ariane et Bachus, Indiana Baroque Orchestra, dir. Barthold Kuijken. 1 CD Naxos 2014